# Proby Thomas Cautley
Sir Proby Thomas Cautley KCB (* 3. Januar 1802 in Suffolk; † 25. Januar 1871 in Sydenham) war ein englischer Ingenieur und Paläontologe. Sein Hauptwerk war die Planung und Leitung der Ausführung des Gangeskanal in Indien. Der 560 km lange Kanal verbindet Haridwar und Kanpur, wo er mit dem Ganges-Strom zusammentrifft.
Proby Cautley kam im Alter von 17 Jahren zur Zeit der Herrschaft der British East India Company nach Indien und trat 1819 der Artillerie des Verwaltungsbezirks Bengalen bei. 1825 war er Assistent von Captain Robert Smith, der als verantwortlicher Ingenieur den Bau des Östlichen Yamuna-Kanal leitete, der wegen seiner Lage in der Doab genannten fruchtbaren Ebene zwischen den Flüssen Ganges und Yamuna auch Doab-Kanal genannt wird. Cautley erhielt 1831 nach der Vollendung dieses Kanals die Stelle als leitender Ingenieur zur Überwachung des Kanals, eine Stelle, die er bis 1843 innehatte. 1836 wurde er zusätzlich zum General-Superintendent der nordwest-indischen Kanäle ernannt.
Nach der Fertigstellung des Gangeskanals und seiner Eröffnung im Jahr 1854 ging Cautley nach England zurück, wo er zum Knight Commander des Order of the Bath (KCB) ernannt wurde und von 1858 bis 1868 einen Sitz im Council of India einnahm. Er starb am 25. Januar 1871 in Sydenham nahe London.

## Der Gangeskanal

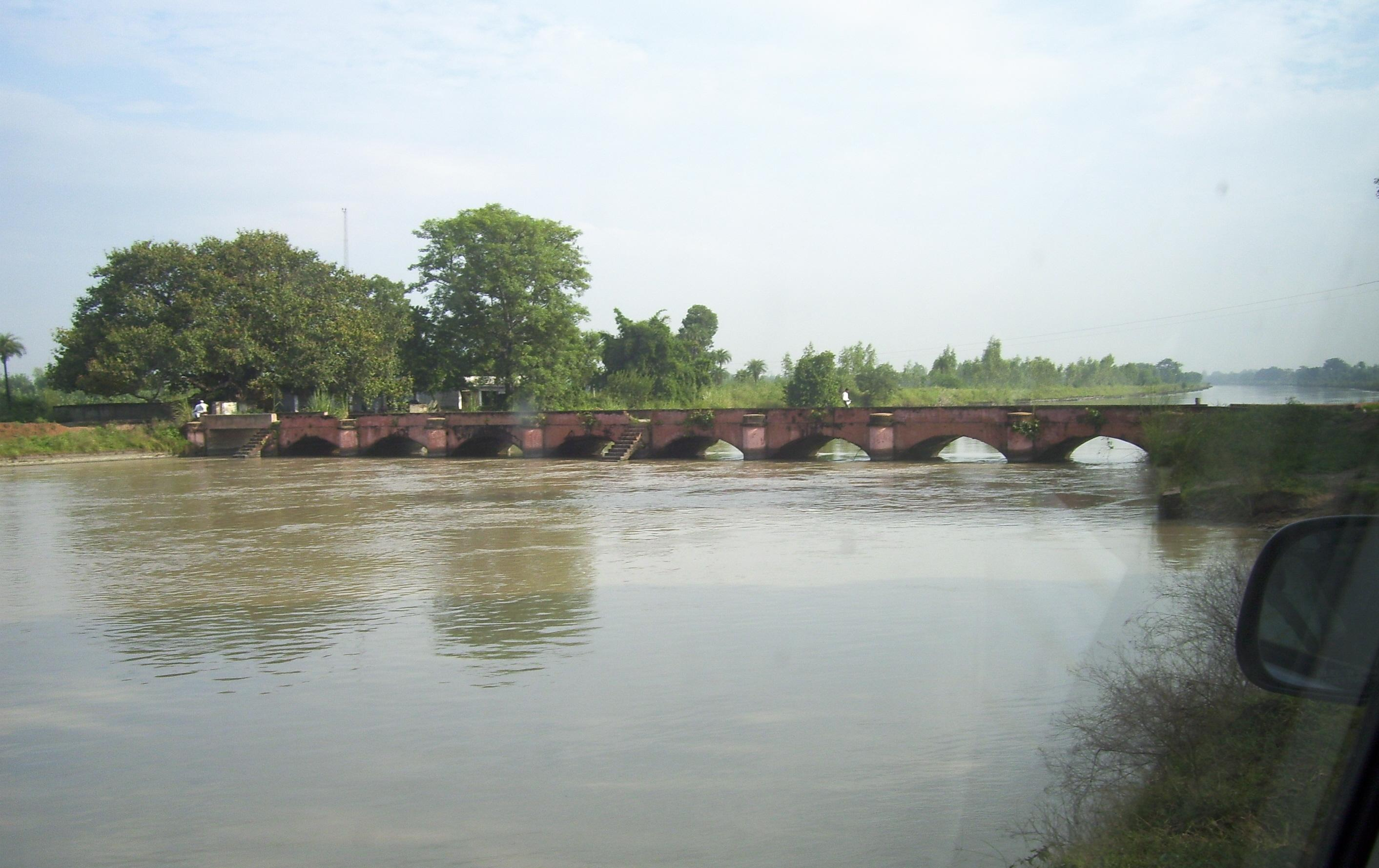
Brücke über den Gangeskanal

Die Planung und Bauleitung für den Gangeskanal war Cautleys wichtigstes Werk. Einige Vorplanungen wurden schon während der 1830er Jahre gemacht. 1840 trug Cautley die ersten konkreten Pläne für den Kanal vor, der der Bewässerung des Gebietes zwischen den Flüssen Ganges, Hindan und Yamuna – damals Jumna genannt – dienen sollte. Zur Vorbereitung lief und ritt er das Gebiet sechs Monate lang ab und vermaß die zukünftige Kanaltrasse eigenhändig. Obwohl er zuversichtlich war, dass der Kanalbau möglich war, stellten sich ihm zahlreiche Hindernisse in den Weg. Meistens waren sie finanzieller Art, das ärgerlichste Problem war jedoch der Widerstand von Lord Ellenborough, dem damaligen Generalgouverneur und Vizekönig von Indien. Er ließ die Arbeiten, kaum begonnen, wieder beenden, da er der Überzeugung war, das Projekt sei zu teuer und schlecht geplant. Cautley blieb standhaft und überzeugte schließlich die British East India Company, ihn zu unterstützen. Lord Hardinge, der Nachfolger von Lord Ellenborough, unterstützte die Arbeiten Cautleys, so dass auch von dieser Seite der Weg frei war für die zügige Fortsetzung der Arbeiten.
Auch während des Baus gab es Widerstand, so etwa von den Hindu-Priestern von Haridwar, die der Meinung waren, die heiligen Wasser des Ganges würden vom Kanal gefangen. Cautley beruhigte sie, indem er dem Plan zustimmte, eine Lücke im Damm zu lassen, durch die der Ganges ungehindert frei fließen konnte. Zur weiteren Beruhigung der Lage trugen auch die Ghats (Badestellen) bei, die er entlang des Flusses erbauen ließ, und die Einweihung des Gangesdamms mit Feiern zur Ehre von Lord Ganesh, dem Gott allen Anfangs.
Das Projekt wurde 1841 beschlossen, Baubeginn war im April 1842. Alle Materialien mussten vor Ort hergestellt werden, nicht nur die Ziegel samt dem Mörtel, sondern auch die Brennöfen. Die Ingenieure mussten sich beim Bau zahlreichen Problemen stellen, unter anderem der Bedrohung durch die Bergbäche, die den Kanal bedrohten. In der Nähe von Roorkee musste ein steiler Abfall durch ein Aquädukt überwunden werden, so dass der Kanal dort 25 Meter über dem ursprünglichen Flussbett liegt.
Zwischen 1845 und 1848 musste Cautley aus Gesundheitsgründen nach England zurückkehren, nach seiner Rückkehr wurde er zum Direktor der Kanäle in den Nordwestlichen Provinzen berufen. Als der Kanal am 8. April 1854 eröffnet wurde, war der Hauptkanal 560 km lang, die Abzweigungen maßen 492 km. Der Kanal fasste das Wasser von mehr als 4800 km verschiedenen Zuflüssen und sicherte die Bewässerung von mehr als 3100 km² Ackerland in mehr als 5000 Dörfern.

## Paläontologische Arbeiten

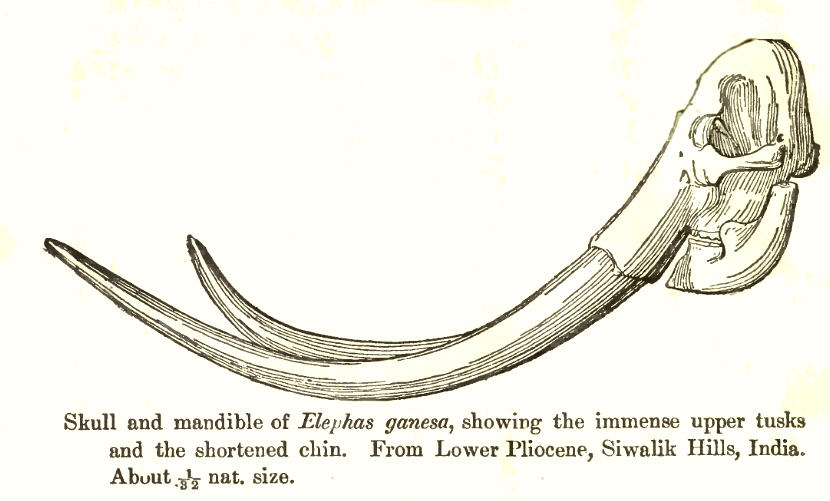
Elephas ganesa aus den Siwaliks

Cautley war aktiv beteiligt an Dr. Hugh Falconers Fossilienexpeditionen in den Siwaliks und stellte eine große Sammlung fossiler Säugetiere zusammen, darunter die Knochen eines Flusspferds und Krokodilfossilien, die die Existenz eines Moores in den Siwaliks bewiesen. Darüber hinaus fand er Rest von Säbelzahntigern und von Elephas ganesa – eine Elefantenart mit Stoßzähnen von mehr als drei Metern Länge –, außerdem die Knochen eines fossilen Straußes, Schildkrötenfossilien und die Überreste eines Riesen-Kranichs. Cautley schrieb zahlreiche wissenschaftliche Aufsätze über Geologie und Fossilführung der Siwaliks, einige davon zusammen mit Hugh Falconer. Die Arbeiten wurden in den Proceedings of the Bengal Asiatic Society and the Geological Society of London veröffentlicht.

## Werke
Das schriftstellerische Werk Cautleys legt Zeugnis von seinen breit gestreuten Interessen ab. Er schrieb über eine sechs Meter tief begrabene Stadt im Doab, über Kohle und Lignit im Himalaya, Goldwaschen in den Siwalikss sowie zwischen Sutlej und Yamuna, über eine neue Art von Schlange, über Mastodonten der Siwaliks und die Herstellung von Teer. 1860 veröffentlichte er eine ausführliche Beschreibung der Bauarbeiten zum Gangeskanal.

## Ehrungen
1837 wurde ihm die Wollaston-Medaille der Geological Society of London verliehen. Eines der sieben Wohnheime des Indian Institute of Technology in Roorkee ist nach ihm benannt. Sein Freund John Forbes Royle benannte nach ihm die Pflanzengattung Cautleya.